# Le dernier soupir du Maure
Pour l’article homonyme, voir Le Dernier Soupir du Maure.
Le dernier soupir du Maure est une phrase en référence à l'exil des derniers musulmans du royaume d'Al-Andalus après la prise de Grenade par les Rois catholiques espagnols.

## L'exil forcé
Après avoir conquis puis occupé l'Espagne pendant près de huit siècles, les Maures se voient défaits à la prise de Grenade à la suite d'un long siège des Rois catholiques. Le sultan Boabdil est donc contraint de s'exiler accompagné de sa cour en direction de l'Afrique qu'il n'a jamais connue. Arrivé au sommet de la montagne dominant Grenade, et donc avant de perdre la cité de vue, le roi lâche un dernier soupir et quelques larmes.
Ce moment historique est relaté par Chateaubriand dans sa nouvelle Les Aventures du dernier Abencerage (sur wikisource) :

« Lorsque Boabdil, dernier roi de Grenade, fut obligé d'abandonner le royaume de ses pères, il s'arrêta au sommet du mont Padul. De ce lieu élevé on découvrait la mer où l'infortuné monarque allait s'embarquer pour l'Afrique ; on apercevait aussi Grenade, la Véga et le Xénil, au bord duquel s'élevaient les tentes de Ferdinand et d'Isabelle (les Rois catholiques). À la vue de ce beau pays et des cyprès qui marquaient encore çà et là les tombeaux des musulmans, Boabdil se prit à verser des larmes. La sultane Aïxa, sa mère, qui l'accompagnait dans son exil avec les grands qui composaient jadis sa cour, lui dit : « Pleure maintenant comme une femme un royaume que tu n'as pas su défendre comme un homme ! » Ils descendirent de la montagne, et Grenade disparut à leurs yeux pour toujours. »

— Chateaubriand, Les Aventures du dernier Abencerage

## Postérité
Cette anecdote connut un succès considérable notamment au XIXe siècle et elle est rapportée dans de nombreux ouvrages. L'écrivain indo-britannique Salman Rushdie intitula l'un de ses romans Le Dernier Soupir du Maure en 1995.